# Impôts FC
Impôts Football Club w skrócie Impôts FC – kameruński klub piłkarski grający niegdyś w kameruńskiej pierwszej lidze, mający siedzibę w mieście Jaunde.

## Sukcesy
- Puchar Kamerunu[1]:
  - zwycięzca (1): 2005.

## Występy w afrykańskich pucharach
| Sezon | Rozgrywki           | Runda   | Kraj             | Klub         | Dom | Wyjazd |              |
| ----- | ------------------- | ------- | ---------------- | ------------ | --- | ------ | ------------ |
| 2006  | Puchar Konfederacji | wstępna | Gwinea Równikowa | Akonangui FC | 0–0 | 0–0    | 0–0 (k. 4–5) |

## Stadion
Domowe mecze klub rozgrywa na stadionie o nazwie Stade Municipal w Jaunde. Stadion może pomieścić 5000 widzów.

## Reprezentanci kraju grający w klubie od 2003 roku
Stan na styczeń 2023.
| - Christian Bekamenga - Léonard Kweuke | - Olivier Tchatchoua - Valéry Tenfa |